# Groovehouse
A Groovehouse magyar pop együttes. Nevükhöz fűződnek a következő nagy slágerek: Hol vagy nagy szerelem, Párizsi lány, Hajnal, Vándor, Ha újra látom, Ébredj mellettem, Szívvel-lélekkel, Tűz és víz, Legyen ez egy őrült vágy.

## Korai évek
Bogár Miklós és Kárpáti Zsolt gyerekkoruk óta jó barátok, általános iskolai osztálytársak, mindketten zenekedvelő fiatalok. Húszas éveik elején együttest alapítanak, amit egy holland lemezboltról neveznek el: 1997 áprilisában megalakul a Groovehouse. Fő zenei irányzatuk a house. Zenéjüket szeretnék szélesebb közönséghez eljuttatni, ehhez azonban szükségük van egy énekesnőre. 1998-ban Kis Judit – művész-, illetve becenevén Judy – felénekli Szűcs Judith Ha táncolsz velem című számát. A kislemez Groovehouse feat. Judy előadók feltüntetésével lát napvilágot, bónusz trackként pedig az 1001 éjszakán című felvétel is helyet kap rajta. 1998 októberében Judy a csapat teljes jogú tagjává válik, immáron hárman készítik az együttes első albumát. Decemberben egy rádiós interjúra tartanak, amikor autójuk egy kamionnal ütközik. A legsúlyosabb sérülések Judyt érik. A baleset következtében szinte mindene összetörik, legsúlyosabban az arcát érik a sérülések. Az előtte álló évek során rengeteg arcplasztikai műtéten esik át: új arcot kap.

## Zenei karrier

### Első nagylemez
Lábadozások közepette, 1999 júliusában (minden nagyobb reklám és beharangozás nélkül) napvilágot lát a Groovehouse első önálló nagylemeze, melynek egyszerűen csak az 1 címet adják. A lemezen 11 dal található. A baleset okozta kényszerszünet miatt három dal remix változatban is felkerül a lemezre, és feldolgozásként megtalálható rajta Csepregi Éva (Párizsi lány), Szűcs Judit (Ha táncolsz velem), valamint Judy (Hol vagy nagy szerelem) egy-egy felvétele is. Ez utóbbi az énekesnő 1995-ben megjelent szólóalbumán található, igazán azonban a Groovehouse előadásában válik ismertté. A csapat példamutató szorgalma és lelkesedése ellenére a lemez 15 ezer példányban fogy, ami ebben az időben nem számít magas eladásnak.
Videóklipek az első lemezről: Ha táncolsz velem (1998); Ollá, ollá (1999); Hol vagy nagy szerelem (1999); Párizsi lány (2000).
Bár a következő két évben az első lemez dalaival (és Judy szólóalbumán lévő dalokkal) az ország különböző szórakozóhelyeit járják, illetve több külföldön lévő magyar házban is fellépnek (New York, Kanada), a rádióknál azonban nem találnak fogadtatásra.
A második lemez készítése közben Bogár Miklós bejelenti: kilép az együttesből, ezzel újabb gyökeres változás következik be a csapat életében, de a két főre redukálódott Groovehouse tagjaiban fel sem merül, hogy ne folytatnák a közös munkát.

### Hajnal
Második nagylemezük 2001 októberében jelenik meg Hajnal címmel. Az albumon 12 felvétel található. Műfajukat tekintve pop-dance kategóriába sorolhatók, mely az előző lemezhez képest sokkal populárisabb, szélesebb közönségnek szól. A hosszú évek kitartó munkája és szakmai alázata meghozza gyümölcsét: a csapat a csúcsra ér. A rádiókhoz került dalok sikereket érnek el. Már az első kislemezdal, a Hadadi is felkerül a rádiók játszási listájára, az áttörést azonban mégis a Hajnal című szerzemény és a hozzá készített videóklip hozza.
A következő időszakban a hazai zenei életben elérhető összes elismerést magukénak tudhatják: arany- és platinalemez; valamint megannyi rangos szakmai és közönségdíj: Viva Comet, Bravo Otto, Popcorn, Jakab-líra, és Arany zsiráf díjak a legjobb előadó, együttes, énekesnő, album, dal és videóklip kategóriákban.
A díjak nagy része is kétségkívül a címadó dalnak köszönhető, amely több mint egy évig szerepel különböző slágerlistákon (van, ahol másfél évig), s a mai napig felcsendül a rádiókban.
Videóklipek a második lemezről: Hadadi (2001); Hajnal (2002); Vándor (2002).

### Elmúlt a nyár
S bár új videóklip nem, de még a következő lemez megjelenése előtt – 2004 őszén – új dal kerül nyilvánosság elé: a tv2 felkérésére a Múlté a fájdalom című dalt készítik el a kereskedelmi csatorna egy új, A nagy alakítás című műsorához, melynek alapvető célja, hogy olyanokon segítsen, akik nap mint nap szenvednek balesetből vagy betegségből eredő esztétikai hátrányuktól. Az extrém valóságshow-ban ilyen emberek vetették alá magukat plasztikai műtéteknek. A beavatkozásokat és az átalakulást a műsor nézői is követhették. A csatorna választása a dal előadóját tekintve tudatos, hiszen Judyról közismert, hogy az éveken át tartó műtétsorozat még mindig élete része, így nem kérdés, hogy a legnagyobb átéléssel adja elő a dalt.
2005 tavaszán az Eurovíziós dalfesztivál magyar döntőjében Judy szólóban lép színpadra Szűcs Norbert és Szabó Ágnes közös szerzeményével, a Holnaptól című lírai dallal. S bár a dalban egyedi, rekedtes hangja a korábbiaknál még jobban érvényesül, a zsűritagok szavazatai alapján csak a második helyet éri el.
Videóklipek az albumról: Ha újra látom (2003), Elmúlt a nyár (2004)

### Ébredj mellettem
A csapat 2005 júliusában megjelenteti negyedik nagylemezét Ébredj mellettem címmel. Az új lemez stílusában most a korábbiaknál nagyobb változást fedezhetünk fel: a dalok mind pop-rock hangzásúak, dance-es elemekkel vegyítve.
Új kiadó és új imidzs mind a tagok megjelenése, mind pedig az album hangzásvilága tekintetében, amely előremutató, a "groovehouse-os" hangzást gitárokkal, harmóniagazdag, melodikus, dinamikus, de árnyaltan érzelmes dalokkal vegyítve jeleníti meg.
Az új lemezen 12 felvétel kap helyet, melyek közül a Fesztivál-dal, a Nagy alakítás zenéje, valamint a két Jimmy-dal (melyekkel még a 2002-ben megrendezett Zámbó Jimmy emlékkoncerten működtek közre) részben rajongói kérésre kerülnek fel a lemezre.
Az első kislemezdal kiválasztásában a csapattagok teljes mértékben egyetértenek. "Az Ébredj mellettem egy kicsit más, mint az eddigiek. Hangszerelésileg is egy váltás, egy jó hangulatú nyári nóta" – mondja Zsolt.
A dal és a videóklip osztatlan sikert arat a közönség körében, éppúgy mint a soron következő, Mit ér neked című szerzemény, amely a negyedik album másodikként kimásolt kislemezeként jelent meg 2005 vége felé. Az igényesen meghangszerelt lírai dalban hegedű is hallgató, Valentin-nap közeledtével pedig egyre többen kedvelik meg. Az elkészült klip méltóan tükrözi a dal hangulatát.
Már az első két dalt is nagyon sokan megkedvelik, az album legnagyobb slágere kétségkívül az "ó-groovehouse-osra" sikeredett Szívvel-lélekkel. A dal dance verziójához készített klip a hazai zenei életben egyedülálló módon a Viva Tv slágerlistájának első helyén debütál. A rádiós sikerekre sem kell sokat várni: rögtön beszerkesztik játszási listájukra, illetve rövid időn belül szerepel az MTV-n (Music Television) és ezzel megelőzik Justin Timberlake dalát is a nemzetközi listán. A Szívvel lélekkel 2006-os év összesítése alapján az év legtöbbet játszott dala a Danubius Rádióban.
Videóklipek az albumról: Ébredj mellettem (2005), Mit ér neked (2005), Szívvel-lélekkel (2006)

### Hosszú az út
2008. március 24-én megjelenik a Groovehouse ötödik nagylemeze Hosszú az út címmel.
Ez a lemez is, csakúgy mint az előzőek 12 felvételt tartalmaz. Bár a lemezborítón 11 dalt láthatunk, de – a lemez többi dalától nemcsak stílusában jól elkülönülten – egy másfél perces szünet után bónuszként megtalálható rajta a Tűz és víz remix változata. Végighallgatva a lemezt észrevehetjük, hogy a Groovehouse zenéjében a szintetizátorokat felváltja a torzítós gitár, a dob loopokat pedig az igazi akusztikus, vagy akusztikus hatású dob, a csapat rockosabb éne kerül előtérbe.
A csapat számára különösen fontos az első dal sikere, hiszen már az albumot is "Tíz éve a hazai zenei életben" szlogennel népszerűsítik. Aggodalomra azonban semmi ok. Az első kislemezdal, a Tűz és víz, valamint a hozzá készített videóklip egy csapásra ismertté válik. A klipet egy hét alatt több, mint hatvanezren nézik meg a legnagyobb videomegosztó portálon, mára pedig közel 2,5 milliós letöltéssel büszkélkedhet.
A soron következő videóklip az Őrült lennék című dalból készül, amely éppen karácsony előtt, decemberben debütál a hazai zenecsatornákon. A vidám, pörgős, pop-rock nóta rövid idő alatt nagy népszerűségre tesz szert a fiatalok körében. "Talán sokan – az előző lemezekhez hasonlóan – egy lassú dalt vártak, de most úgy gondoltuk, mivel a Tűz és víz bár nem lassú, de nem is igazán pörgős, mindenképp egy gyors dallal kell kijönnünk." – nyilatkozták az együttes tagjai. A lírai dalokat kedvelőknek sem kell sokáig várniuk: 2009. április 24-én a lemez legszerelmesebb dalához, a Legyen ez egy őrült vágy című dal klippremierjére kerül sor.
Még ebben az évben kerül bemutatásra a hazai mozikban az Álom.net című film, amelynek megzenésítésére a legtöbb Groovehouse-dal szerzői Makai Zoltán és Kárpáti Zsolt kap felkérést. Így nem kérdés, hogy a film betétdalaként is hallgatjuk az új dalt, de a filmhez készült főcímdalt is Judy énekli.
Videóklipek az albumról: Tűz és víz (2008), Őrült lennék (2008), Legyen ez egy őrült vágy (2009)

### Feloszlás, majd visszatérés
Egy évvel később, 2010 májusában videóklipet forgatnak egy tervezett következő album első dalához, melynek címe Adj vissza mindent. Bár a klipforgatásról szivárognak ki információk, azonban sem a dal, sem a klip nem kerül nyilvánosság elé.
2011 februárjában a közönség legnagyobb megdöbbenésére Judy bejelenti: kiszáll a Groovehouse-ból és szólóban folytatja tovább. Döntését az évek során felmerült és meg nem beszélt konfliktusokkal magyarázza.
Szólókarrierről azonban nem igazán beszélhetünk, ugyanis ez év tavaszán alighogy elkészül egy szólódal és klip Soha nem késő címmel, szinte ezzel egy időben kiderül: Judy gyermeket vár. S bár fellépéseket továbbra is vállal, érthető módon nem a karrierjére összpontosít. Judy magánéletének csúcspontjaként 2011. december 29-én megszületik Maja nevű kislánya.
A következő másfél év alatt a két zenész egyáltalán nem tartja a kapcsolatot, de egykori menedzserük, Bognár Tibor a Judyval való minden egyes beszélgetésüket azzal zárja, hogy gondolkozzon el a zenekar újraélesztésén.
A kibékíthetetlen ellentét Judy és Zsolti közt úgy tűnik, mégsem tart sokáig (persze a rajongóknak ez az időszak nyilván nem kevés). A végeredmény egy újabb Groovehouse-koncert 1,5 év kihagyás után. A visszatérést pedig nem is akárhová szervezik: a 2012-es olimpiai játékok helyszínére, Londonba, ahol 2012. augusztus 11-én a kint élő magyaroknak adják elő legnagyobb slágereiket.

### A jelen; 6. album
Még a feloszlásuk előtt elkészült az Adj vissza mindent című dal, ami végül 2012 nyarán került a rádiókhoz. A videóklip bemutatására pedig 2012. október 18-án került sor.
Közel két év hallgatás után, 2014 nyarán megjelent a Seholország című daluk. A dalhoz készült videóklip pedig 2014. december 21-én került bemutatásra.
2015-ben egy új, karácsonyi dallal jelentkeztek Néhány nap címmel. A videóklipet 2015. december 24-én mutatták be.
2017-ben bejelentették, hogy közel 10 év után új albummal jelentkeznek. A lemez előfutáraként 2017 novemberében megjelent az Élj című első kislemez. A dalhoz tartozó videóklip pedig 2018 júniusában debütált. Végül 2017 decemberében megjelent a hatodik stúdióalbumuk, ami a Groovehouse 6  címet kapta.
Közel két év hallgatás után 2020 márciusában új videóklippel jelentkeztek, ami az Ugrálj című dalukhoz készült. 
2021 januárjában megjelent az Ez a nap a mienk című dalhoz készült videóklip.
2022 márciusában megjelent a Talán című dalukhoz készült videóklipjük.

## Tagok
- Kárpáti Zsolt (kezdetekben billentyűs hangszerek, rap, későbbiek folyamán vokál. Zene- és szövegíró, zenei producer)
- Kis Judit (ének)

## Diszkográfia

### Albumok
| Év   | Album            | Legmagasabb helyezés                   | Minősítés      |
| Év   | Album            | MAHASZ Top 40 album- és válogatáslemez | Minősítés      |
| ---- | ---------------- | -------------------------------------- | -------------- |
| 1999 | 1                | -                                      |                |
| 2001 | Hajnal           | 1                                      | - Platinalemez |
| 2003 | Elmúlt a nyár    | 9                                      | - Aranylemez   |
| 2005 | Ébredj mellettem | 2                                      | - Platinalemez |
| 2008 | Hosszú az út     | 3                                      |                |
| 2017 | Groovehouse 6    | 7                                      | - Aranylemez   |

### Videóklipek
| Év   | Videóklip                | Album                  |
| ---- | ------------------------ | ---------------------- |
| 1998 | Ha táncolsz velem        | 1                      |
| 1999 | Ollá, ollá               | 1                      |
| 1999 | Hol vagy nagy szerelem?  | 1                      |
| 2000 | Párizsi lány             | 1                      |
| 2001 | Hadadi                   | Hajnal                 |
| 2002 | Hajnal                   | Hajnal                 |
| 2002 | Vándor                   | Hajnal                 |
| 2003 | Ha újra látom            | Elmúlt a nyár          |
| 2004 | Elmúlt a nyár            | Elmúlt a nyár          |
| 2005 | Ébredj mellettem         | Ébredj mellettem       |
| 2005 | Mit ér neked?            | Ébredj mellettem       |
| 2006 | Szívvel-lélekkel         | Ébredj mellettem       |
| 2008 | Tűz és víz               | Hosszú az út           |
| 2008 | Őrült lennék             | Hosszú az út           |
| 2009 | Legyen ez egy őrült vágy | Hosszú az út           |
| 2012 | Adj vissza mindent       | Nem jelent meg albumon |
| 2014 | Seholország              | Nem jelent meg albumon |
| 2015 | Néhány nap               | Nem jelent meg albumon |
| 2018 | Élj                      | Groovehouse 6          |
| 2020 | Ugrálj                   | Groovehouse 6          |
| 2021 | Ez a nap a mienk         | Groovehouse 6          |
| 2022 | Talán                    | Nem jelent meg albumon |

### Slágerlistás dalok
| Év                  | Dal                      | Legmagasabb helyezés | Legmagasabb helyezés   | Legmagasabb helyezés | Legmagasabb helyezés | Legmagasabb helyezés         | Legmagasabb helyezés | Album            |
| Év                  | Dal                      | VIVA Chart           | MAHASZ Editors' Choice | MAHASZ Rádiós Top 40 | MAHASZ Dance Top 40  | MAHASZ Single (track) Top 10 | EURO 200             | Album            |
| ------------------- | ------------------------ | -------------------- | ---------------------- | -------------------- | -------------------- | ---------------------------- | -------------------- | ---------------- |
| 2001                | Vándor                   | ?                    | 15                     | 2                    |                      | 7                            |                      | Hajnal           |
| 2001                | Hajnal                   | ?                    |                        | 1                    |                      | 2                            |                      | Hajnal           |
| 2003                | Elmúlt a nyár            | ?                    | 23                     |                      | 40                   |                              |                      | Elmúlt a nyár    |
| 2003                | Ha újra látom            | ?                    | 2                      | 1                    | 6                    |                              |                      | Elmúlt a nyár    |
| 2005                | Ébredj mellettem         | 2                    | 2                      | 13                   | 13                   |                              |                      | Ébredj mellettem |
| 2005                | Mit ér neked?            | 3                    | 25                     | 17                   | 21                   | 2                            |                      | Ébredj mellettem |
| 2006                | Szívvel lélekkel         | 1                    | 11                     | 4                    | 23                   |                              | 136                  | Ébredj mellettem |
| 2008                | Tűz és víz               | 1                    | 8                      | 16                   |                      |                              |                      | Hosszú az út     |
| 2008                | Őrült lennék             | 8                    |                        |                      |                      |                              |                      | Hosszú az út     |
| 2009                | Legyen ez egy őrült vágy | 1                    |                        |                      |                      |                              |                      | Hosszú az út     |
|                     |                          | Összesítés           |                        |                      |                      |                              |                      |                  |
| 1. helyezett számok | 1. helyezett számok      | 3                    |                        | 2                    |                      |                              |                      |                  |
| Top 10-be bekerült  | Top 10-be bekerült       | 6                    | 3                      | 4                    | 1                    | 3                            |                      |                  |
| Top 40-be bekerült  | Top 40-be bekerült       | 6                    | 7                      | 7                    | 5                    | 3                            |                      |                  |

## Elismerések és díjak
VIVA Comet:
- 2002 – Legjobb magyar előadó
- 2006 – Legjobb együttes
- 2008 – Legjobb együttes
- 2009 – Legjobb együttes

Bravo Otto díj
- 2002 – Legjobb magyar előadó
- 2003 – Az év kedvenc együttese
- 2004 – Legjobb magyar popcsapat
- 2005 – Legjobb magyar klip (Ha újra látom)
- 2006 – Legjobb magyar klip (Mit és neked)
- 2009 – Legjobb magyar együttes (jelölés)

Popcorn díj
- 2002 – Popcorn sztárválasztás díj
- 2003 – Kedvenc magyar énekesnő: Judy
- 2003 – Kedvenc magyar sláger (Ha újra látom)
- 2006 – Legjobb videóklip (Ébredj mellettem)

Fonogram díj
- 2009 – Az év hazai dance pop albuma (Hosszú az út) (jelölés)
- 2009 – Az év hazai dala (Tűz és víz) (jelölés)
- Jakab lírai díj (2002)
- Magyar Toleranciadíj (2011)